# Billy Gallagher (chef)
Billy Gallagher (7 de agosto de 1948 – 19 de maio de 2016) foi um chef e empresário na África do Sul.
Depois de trabalhar no The Dorchester em Londres, Gallagher chegou à África do Sul em 1973 para assumir um cargo de subchefe executivo na rede hoteleira local Southern Sun.
Em 1982, Gallagher foi eleito presidente da Associação de Chefs Sul-Africanos (SACA), e ocupou esse cargo por 21 anos antes de se tornar seu presidente honorário vitalício em 2003. Em 1996, ele se tornou presidente da Associação Mundial de Sociedades de Chefs (WACS), e em 2000 seu presidente honorário vitalício.
Em 2000, ele sobreviveu a uma tentativa de sequestro, que o deixou paralisado e tetraplégico.
A partir de 2004, foi Diretor de Comunicação e Relações Públicas do Southern Sun Hotel Group em Joanesburgo; a partir de 2005, diretor executivo do Centro de Excelência Culinária em Joanesburgo e, a partir de 2006, presidente da Escola de Estudos de Turismo e Hospitalidade em Joanesburgo.

Gallagher obteve um Doutorado em Artes Culinárias pela Johnson & Wales University, em Miami.